# العلاقات السنغالية الصينية
العلاقات السنغالية الصينية هي العلاقات الثنائية التي تجمع بين السنغال والصين.

## مقارنة بين البلدين
هذه مقارنة عامة ومرجعية للدولتين:
| وجه المقارنة                                              | السنغال                                              | الصين                    |
| --------------------------------------------------------- | ---------------------------------------------------- | ------------------------ |
| المساحة (كم2)                                             | 196.72 ألف                                           | 9.60 مليون               |
| عدد السكان (نسمة)                                         | 15.85 مليون                                          | 1.33 مليار               |
| الكثافة السكانية (ن./كم²)                                 | 80.57                                                | 138.54                   |
| العاصمة                                                   | داكار                                                | بكين                     |
| اللغة الرسمية                                             | لغة فرنسية، اللغة الولوفية، باديارا ‏، اللغة البلنتية | اللغة الصينية القياسية   |
| العملة                                                    | فرنك غرب أفريقي                                      | رنمينبي                  |
| الناتج المحلي الإجمالي (بليون دولار)                      | 16.37 مليار                                          | 12.24 تريليون            |
| الناتج المحلي الإجمالي (تعادل القوة الشرائية) بليون دولار | 36.62 مليار                                          | 19.82 تريليون            |
| الناتج المحلي الإجمالي الاسمي للفرد دولار أمريكي          | 899                                                  | 8.03 ألف                 |
| الناتج المحلي الإجمالي للفرد دولار أمريكي                 | 2.33 ألف                                             | 13.21 ألف                |
| مؤشر التنمية البشرية                                      | 0.466                                                | 0.728                    |
| رمز المكالمات الدولي                                      | +221                                                 | +86                      |
| رمز الإنترنت                                              | .sn                                                  | .cn، .中国 ‏، .中國 ‏      |
| المنطقة الزمنية                                           | 00                                                   | توقيت الصين، ت ع م+08:00 |

## منظمات دولية مشتركة
يشترك البلدان في عضوية مجموعة من المنظمات الدولية، منها:
| علم المنظمة | اسم المنظمة                                                | تاريخ انضمام السنغال | تاريخ انضمام الصين |
| ----------- | ---------------------------------------------------------- | -------------------- | ------------------ |
|             | وكالة ضمان الاستثمار متعدد الأطراف                         | 12 أبريل 1988        | 30 أبريل 1988      |
|             | البنك الإفريقي للتنمية                                     | ?                    | ?                  |
|             | منظمة الشرطة الجنائية الدولية                              | ?                    | ?                  |
|             | منظمة حظر الأسلحة الكيميائية                               | ?                    | ?                  |
|             | منظمة التجارة العالمية                                     | ?                    | 11 ديسمبر 2001     |
|             | الفريق المعني برصد الأرض                                   | ?                    | ?                  |
|             | البنك الدولي للإنشاء والتعمير                              | 31 أغسطس 1962        | 27 ديسمبر 1945     |
|             | الأمم المتحدة                                              | 28 سبتمبر 1960       | 25 أكتوبر 1971     |
|             | العملية المشتركة للاتحاد الأفريقي والأمم المتحدة في دارفور | ?                    | ?                  |
|             | مؤسسة التمويل الدولية                                      | 31 أغسطس 1962        | 15 يناير 1969      |
|             | يونسكو                                                     | 10 نوفمبر 1960       | 4 نوفمبر 1946      |
|             | مؤسسة التنمية الدولية                                      | 31 أغسطس 1962        | 24 سبتمبر 1960     |
|             | الاتحاد البريدي العالمي                                    | ?                    | ?                  |
|             | المركز الدولي لتسوية المنازعات الاستشارية                  | 21 مايو 1967         | 6 فبراير 1993      |
|             | الاتحاد الدولي للاتصالات                                   | 15 نوفمبر 1960       | 1 سبتمبر 1920      |

## وصلات خارجية
- موقع وزارة الخارجية السنغالية
- موقع وزارة الخارجية الصينية